# Lev Kuznetsov
Lev Kuznetsov (né le 1er juin 1930 à Moscou et mort le 16 mars 2015) est un escrimeur soviétique. Il participe aux Jeux olympiques d'été de 1952 et aux Jeux olympiques d'été de 1956. En 1956, il participe à l'épreuve individuelle du sabre et à l'épreuve par équipe et remporte la médaille de bronze pour ces deux épreuves.

## Palmarès

### Jeux olympiques
- Jeux olympiques de 1956 à Melbourne,  Australie
  -  Médaille de bronze (sabre individuel).
- Jeux olympiques de 1956 à Melbourne,  Australie
  -  Médaille de bronze (sabre par équipe).